# Jan de Bie
Jan de Bie (Bois-le-Duc, 30 mai 1946 – Rosmalen, 1er janvier 2021) est un artiste-plasticien néerlandais.

## Source
- (nl) Cet article est partiellement ou en totalité issu de l’article de Wikipédia en néerlandais intitulé « Jan de Bie (kunstenaar) » (voir la liste des auteurs).